# Vogelinseln (Bodensee)
Die Vogelinseln sind zwei nahe beieinanderliegende Inseln im Bodensee bei Immenstaad. Sie sind der Dorniermole unmittelbar vorgelagert und ragen als schmaler Streifen senkrecht in den See. Die beiden Inseln sind nur durch einen kleinen flachen Kanal getrennt. Die nördliche Insel ist etwa 6391 m² groß, die südliche etwa 4329 m².
Die dicht bewachsenen Vogelinseln sind Brutstätte und Lebensraum vieler einheimischer Vögel und stehen unter Naturschutz bzw. Vogelschutz.
Erreichen kann man die Vogelinseln über das Betriebsgelände des dortigen Standorts von Airbus Defence and Space. Die unmittelbar vor der südlichen Insel liegenden Torpedoschächte der Torpedoversuchsanlage Seewerk Immenstaad sind ein beliebtes Ziel für Taucher.